# Túnel de Cuatro Caminos
El túnel de Cuatro Caminos es un túnel urbano que discurre bajo la glorieta de Cuatro Caminos, en Madrid (España). Forma parte del eje este-oeste que integran la avenida de Reina Victoria y la calle de Raimundo Fernández Villaverde. Tiene 320 metros de largo y 18 de ancho. Cuenta doble sentido de circulación, cada uno con dos carriles. Fue inaugurado el 3 de marzo de 2005 por el alcalde Alberto Ruiz-Gallardón.

## Historia

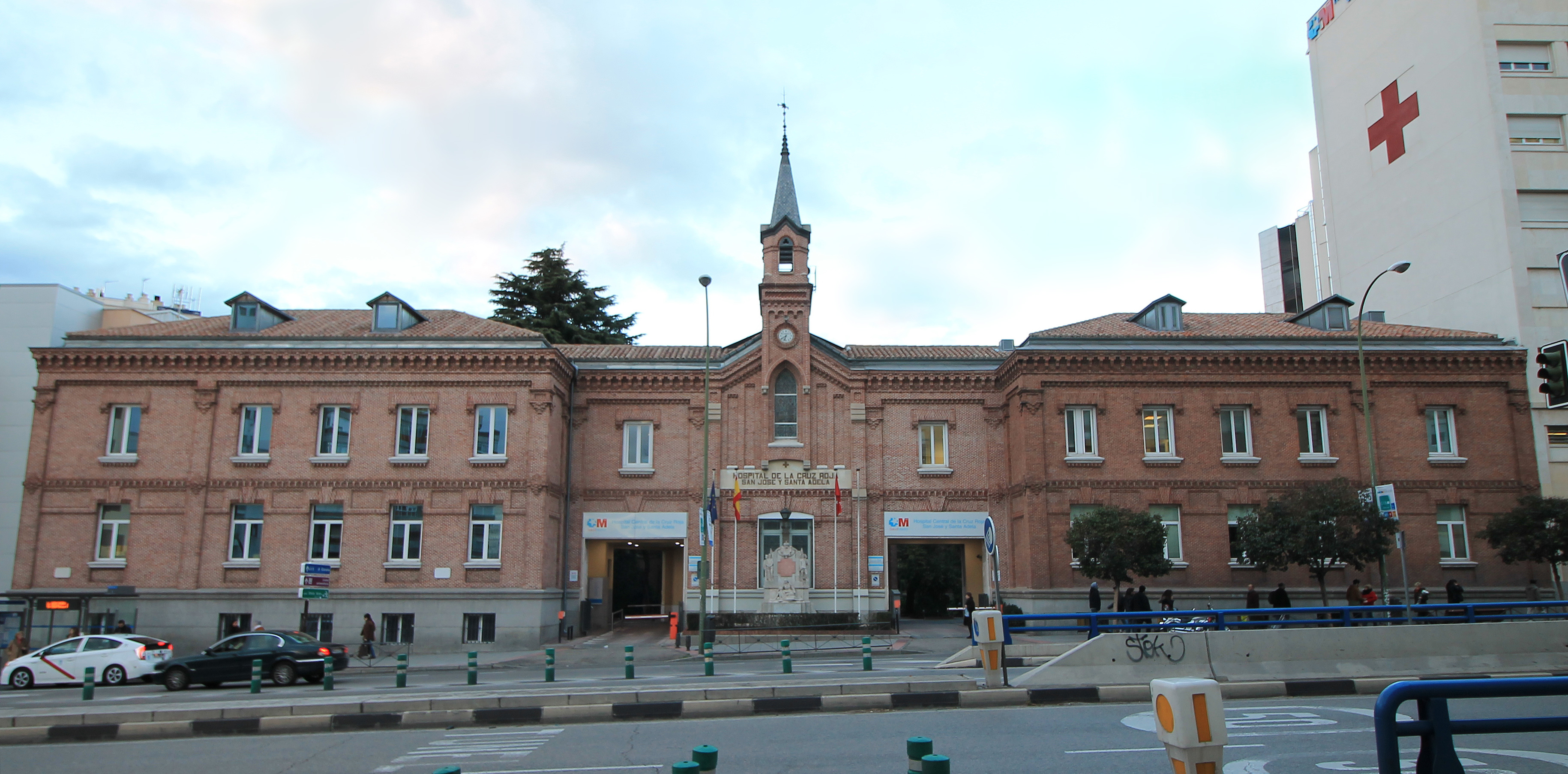
Uno de los dos accesos al túnel junto al Hospital Central de la Cruz Roja San José y Santa Adela.

El túnel de Cuatro Caminos vino a sustituir a un paso elevado que fue construido sobre la glorieta en 1969 por el entonces alcalde de Madrid Carlos Arias Navarro. El túnel de Cuatro Caminos fue ideado por José María Álvarez del Manzano en 1999. Su construcción iba a comenzar en 2001 pero a última hora Manzano aplazó la obra. El motivo que alegó el alcalde fue que aquel año el Ayuntamiento había comenzado el desmontaje del paso elevado de Santa María de la Cabeza para sustituirlo por un subterráneo y acababa de adjudicar los trabajos de otro túnel, el de María Molina. Demasiadas obras para la capital. Tras ganar Ruiz Gallardón las elecciones municipales del año 2003, se reactivó el proyecto y se puso inmediatamente en marcha. Las obras comenzaron a finales de 2003 y en 16 meses se completó la obra, que tuvo un coste de 25,7 millones de euros. La excavación del túnel fue especialmente delicada ya que, aparte de las conducciones urbanas de gas, agua, electricidad y residuos, por debajo de Cuatro Caminos pasan tres líneas de Metro: la 1, la 2 y, en profundidad, la línea 6.

## Características
- Longitud: 320 metros
- Tubos: 2
- Tipo: 105 m en mina y 215 m en falso túnel
- Carriles: 2 por sentido